# Lancelot (périodique)
Pour les articles homonymes, voir Lancelot (homonymie).
Lancelot est une revue de l'éditeur de petit format Aventures & Voyages qui a eu 150 numéros de novembre 1961 à avril 1987. Cette revue est née à la suite de la série télévisée britannique Le Chevalier Lancelot, dont le héros était incarné par William Russell. Surfant sur le succès du petit écran, Mon Journal utilisa même durant les premiers numéros des photos-montages des acteurs en guise de couverture.
Mensuel de 132 pages jusqu'au N°73 avant de passer à trimestriel de 164 pages jusqu'au 110 où la pagination repassera à 132.
Lancelot eut aussi un spécial du nom de Messire.
La majorité des couvertures étaient signées de la plume de Santo D'Amico le dessinateur de la série titre. Il fut parfois relayé par Enzo Chiomenti ou Onofrio Bramante.

## Les séries
- Archibald (Guy Lehideux) : no 87
- Bang Bang Sam (Vicar) : no 138
- Barnabé (Juan Rafart et Roy Wilson) : no 130
- Bingo
- Capt'ain Vir-de-Bor (Michel-Paul Giroud) : no 87, 123
- Casey le cow-boy volant : no 147, 149
- Chevalier Bayard (Jean Ollivier et Daniel Martin) : no 147 à 150
- Cliff Marlo (Tom Coop)
- Cyrano : no 97
- Dan Canyon : no 122
- Diavolo corsaire de la Reine (Mario Sbaletta) : no 126
- Johnny Flipper (S. Tonna) : no 130
- L'Agence Flick contre Fantomuch (Christian Godard) : no 3 à 14
- L'Intrépide Hérisson : no 71
- L'Épée de feu
- La Patrouille Blanche (Roger Lécureux et Franco Caprioli, Moreau de Tours) : no 21 à 35
- Lancelot (Jean Ollivier et Francey puis Santo D'Amico) : no 1 à 150
- Mortadel et Filémon (Francisco Ibáñez) : no 110
- Oniric (Jac L.) : no 146
- Oreste : no 16, 18
- Petite Plume : no 115
- Petsy la Peste (Leo Baxendale) : no 104
- Rook & Rool (Michel Paul Giroud) : no 36 à 51
- Shekkai : no 96, 98
- Tam Tam et Riri (Nicola Del Principe) : no 72
- Tibor (Hansrudi Wäscher)
- Tiki fils de la jugnle (Giancarlo Ottani, Giancarlo Berardi et Stelio Fenzo)
- Tony l'audace : no 76
- Topyy (studio Barbato) : no 104, 105, 111, 107, 112
- Toÿ (Michel Paul Giroud) : no 140
- Trotty : no 120
- Uncas : no 120
- Wes Casey : no 150
- Yankee (Michel Paul Giroud) : no 150